# Theriophonum minutum
Theriophonum minutum là một loài thực vật có hoa trong họ Ráy (Araceae). Loài này được (Willd.) Baill. miêu tả khoa học đầu tiên năm 1895.